# Carro armato da combattimento

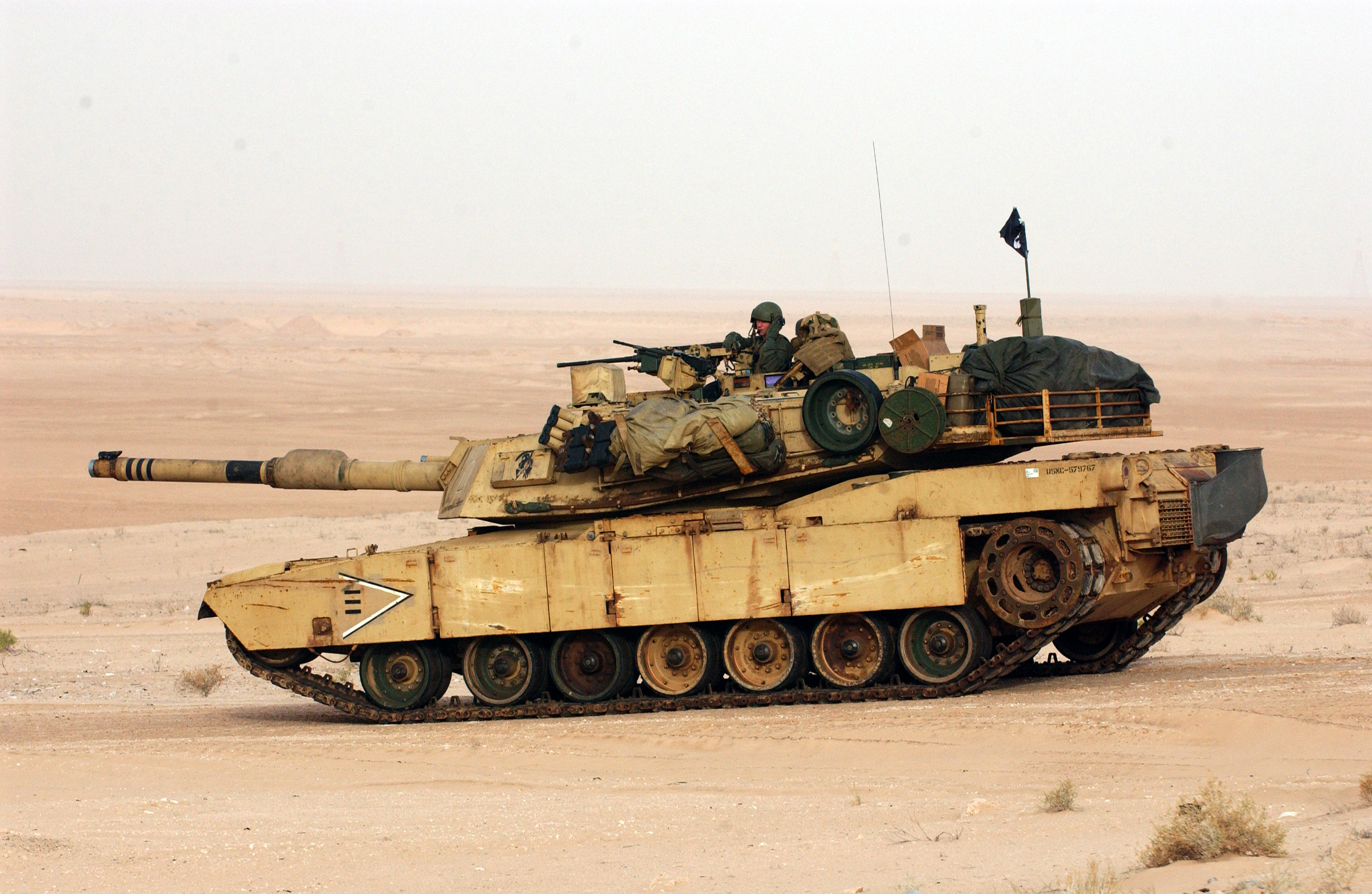
M1 Abrams statunitense.

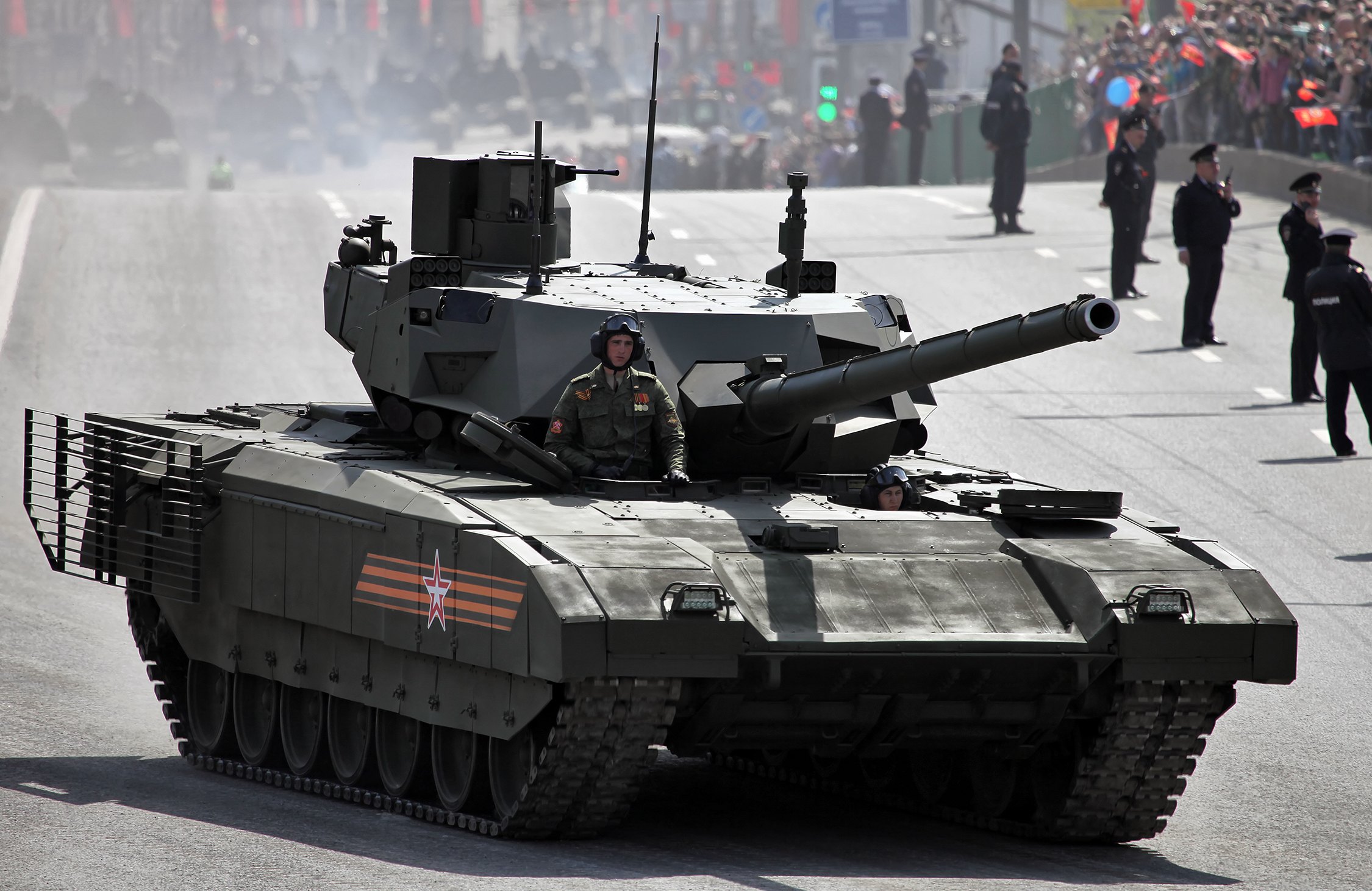
Un carro da combattimento di ultima generazione: il T-14 Armata dell'Esercito della Federazione russa.

Il carro da combattimento o MBT (sigla dell'inglese main battle tank; anche detto EPC (engin principal de combat) in francese) rappresenta il tipo di carro che si è sviluppato successivamente alla seconda guerra mondiale. L'MBT è destinato, come indica la sigla stessa, a:
- sostenere lo sforzo principale del combattimento,
- compiere la manovra (intesa come atto tattico),
- affrontare e distruggere il nemico.

## Caratteristiche e storia degli MBT
Nel corso della seconda guerra mondiale fu sempre più chiaro che il sistema migliore per contrastare i carri nemici era di utilizzare i propri veicoli similari. Questo richiedeva che i carri armati avessero caratteristiche di armamento, mobilità e protezione tali da poter competere direttamente con i veicoli similari. In pratica un MBT deve essere in grado di combattere con un veicolo uguale con buone probabilità di sopravvivenza.
Gli MBT sono carri armati diffusisi principalmente durante la guerra fredda e pensati per replicare la strategia e le tattiche della Blitzkrieg tedesca. Fino a metà degli anni settanta tali carri vennero protetti tramite una corazza inclinata e non più con una corazza spessa ma perpendicolare al terreno, riprendendo la principale innovazione in fatto di armature di carri armati introdotta per la prima volta dal sovietico T-34 e successivamente ripresa dal Panzer V Panther tedesco, entrambi carri armati che si dimostrarono più che efficienti nel corso del conflitto mondiale.
Tuttavia, l'evoluzione delle armi anticarro rese tali corazze meno efficaci e protettive. Il problema fu risolto dall'URSS con l'introduzione della corazza reattiva (in inglese ERA Explosive Reactive Armour) e dai paesi occidentali con l'adozione della corazza multistrato (Chobham).
Fino agli anni settanta il concetto di MBT si poneva agli antipodi di quello di carro pesante. Basti pensare che in URSS dagli inizi degli anni sessanta in poi, si decise di bloccare completamente lo sviluppo di carri pesanti (vedi il T-10), per favorire la produzione dei modelli quali T-54/55 e T-62. All'epoca, infatti, quando il T-62 fu progettato venne pensato come macchina di prima linea pronta a sfruttare il successo dei carri di rottura, proprio i T-10, e dunque già in fase progettuale il carro si prevedeva dovesse avere caratteristiche meno performanti, sotto alcuni punti di vista, rispetto ai carri pesanti. Infatti possedeva:
- un armamento principalmente anticarro, addirittura inadatto ad altri scopi, con un calibro ridotto rispetto al T-10;
- una sagoma estremamente contenuta rispetto al T-10, il che lo rendeva angusto;
- una velocità abbastanza elevata (almeno per gli standard dell'epoca).

Peculiarità del T-62, rispetto agli altri MBT dell'epoca, era la corazza che aveva spessori elevatissimi, comparabili ai contemporanei carri pesanti pur pesando decine di tonnellate meno.
Se ne evince quindi che il carro sovietico avrebbe dovuto assolvere i compiti di un "gregario" proteggendo l'avanzata dei più pesanti colleghi. In realtà le cose andarono in modo diverso; infatti nei conflitti che si susseguirono, primi fra tutti quelli in medio oriente, l'idea alquanto datata di carri di rottura (tipo il pesante T-10) seguiti da mezzi più leggeri pronti a sfruttarne il successo (tipo l'MBT T-62), non solo venne messa in pratica raramente, ma si rivelò per giunta assolutamente inadatta. Basti pensare all'uso che gli egiziani fecero, durante la guerra dei sei giorni, dei carri pesanti lS 3, spediti all'attacco, con l'appoggio dei relativamente nuovi T-54, in formazioni che puntualmente venivano surclassate dalle brigate corazzate israeliane che disponevano solamente di MBT, fatta eccezione per gli M51 Sherman.

Così, dalla fine degli anni settanta (dopo la guerra del Kippur), i progettisti di mezzi corazzati cominciarono a pensare a una nuova generazione di MBT che concettualmente ritornasse alle origini, arrivando alla conclusione che la terza generazione dovesse segnare il ritorno dei carri armati pesanti, mezzi in grado di confrontarsi con altri mezzi similari in campo aperto senza dover ricorrere alla tattica del mordi e fuggi, caratteristica principale dei carri da combattimento della seconda e della prima generazione, come il Leopard 1 e l'AMX-30.

## Gli MBT

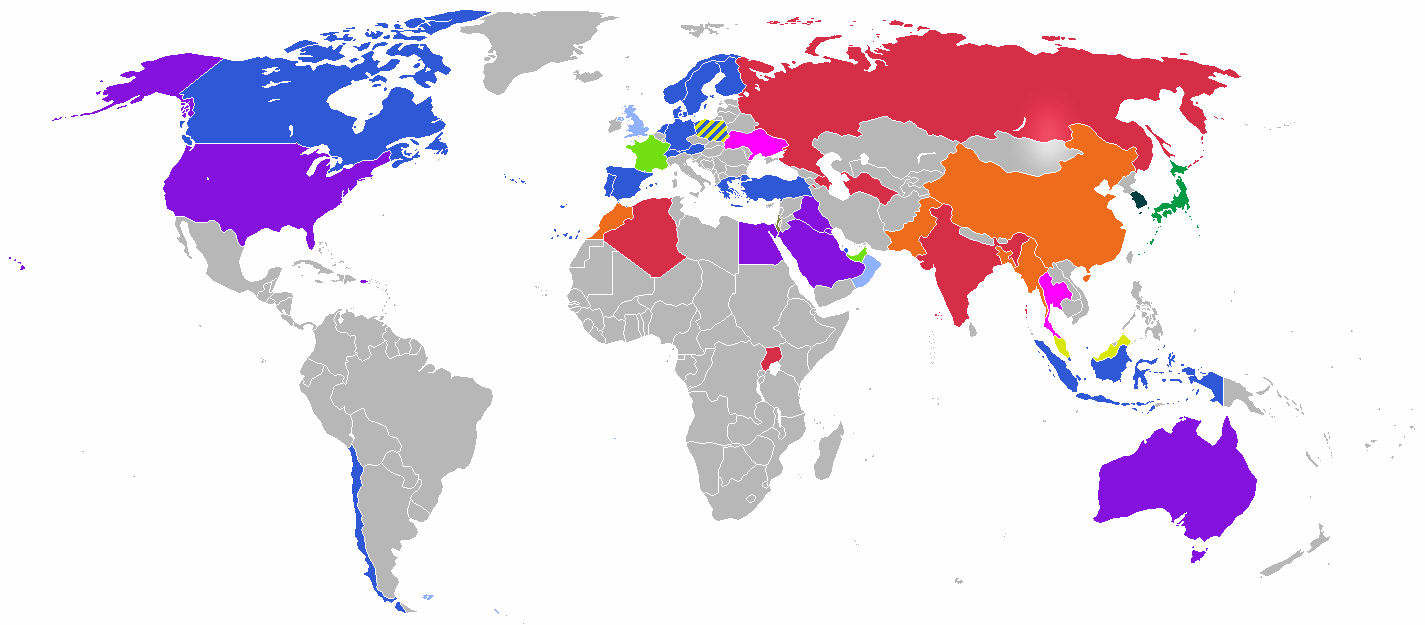
Esportazioni di principale carro da combattimento:
Challenger 2
Leclerc
Leopard 2
M1 Abrams
PT-91
T-90
Type 96 - MBT-2000
Type 90 - Type 10

Challenger 2
     Leclerc
     Leopard 2
     M1 Abrams
     PT-91
     T-90
     Type 96 - MBT-2000
     Type 90 - Type 10
| Nome                  | Entrata in servizio | Origine          | Note |
| --------------------- | ------------------- | ---------------- | ---- |
| Al-Khalid (MBT-2000)  | 2001                | Pakistan e Cina  |      |
| Altay                 | 2015                | Turchia          |      |
| AMX-56 Leclerc        | 1992                | Francia          |      |
| Arjun MBT             | 2004                | India            |      |
| C1 Ariete             | 1995                | Italia           |      |
| FV4030/4 Challenger 1 | 1983                | Regno Unito      |      |
| FV4034 Challenger 2   | 1998                | Regno Unito      |      |
| K1                    | 1987                | Corea del Sud    |      |
| K2 Black Panther      | 2006                | Corea del Sud    |      |
| Leopard 2             | 1979                | Germania Ovest   |      |
| M1 Abrams             | 1980                | Stati Uniti      |      |
| M-60 2000             |                     | Stati Uniti      |      |
| Sabra                 | 2006                | Israele          |      |
| Merkava III           | 1989                | Israele          |      |
| Merkava IV            | 2004                | Israele          |      |
| PT-91                 | 1995                | Polonia          |      |
| T-80                  | 1976                | Unione Sovietica |      |
| T-84                  | 1999                | Ucraina          |      |
| T-90                  | 1996                | Russia           |      |
| Type 90 Kyū-maru      | 1990                | Giappone         |      |
| Type 10 Hito-maru     | 2010                | Giappone         |      |
| Type 96               | 1997                | Cina             |      |
| Type 99               | 2001                | Cina             |      |
| VT-1A                 | 2001                | Cina             |      |
| VT-4                  | 2012                | Cina             |      |

|                            | M1A2 Abrams                       | Challenger 2                      | Leclerc                           | Leopard 2A6                   | C1 Ariete                         | T-90A                                      | Type 10                               | Arjun            |
| -------------------------- | --------------------------------- | --------------------------------- | --------------------------------- | ----------------------------- | --------------------------------- | ------------------------------------------ | ------------------------------------- | ---------------- |
| Nazione costruttrice       | Stati Uniti                       | Regno Unito                       | Francia                           | Germania                      | Italia                            | Russia                                     | Giappone                              | India            |
| Equipaggio                 | 4                                 | 4                                 | 3                                 | 4                             | 4                                 | 3                                          | 3                                     | 4                |
| Peso                       | 63.0 t                            | 62.5 t                            | 54.5 t                            | 62.3 t                        | 54.0 t                            | 46.5 t                                     | 44.0 t                                | 58.5 t           |
| Armamento primario         | Cannone M256 120/44 mm            | Cannone L30A1 120/55 mm           | Cannone CN120-26 120/52 mm        | Cannone Rheinmetall 120/55 mm | Cannone Oto-Melara 120/44 mm      | Cannone 2A46M-5 125/48 mm                  | Cannone 120/44 mm (Japan Steel Works) | Cannone 120 mm   |
| Armamento secondario       | 2xM240 7.62 mm 1xM2 12.7 mm       | 1xL94A1 7.62 mm 1xL37A2 7.62 mm   | 1x12.7 mm 1x7.62 mm               | 2xMG3A1 7.62 mm               | 2x7.62 mm                         | 1xPKT 7.62 mm 1xKord 12.7 mm               | 1x12.7 mm 1x7.62 mm                   | -                |
| Missili anticarro (raggio) | -                                 | -                                 | -                                 | -                             | -                                 | 9K119M Refleks (75 – 5000 m)               | -                                     | -                |
| Motore HP                  | AGT1500 1500 hp                   | CV-12 1200 hp                     | V8X-1500 1500 hp                  | MB 873-Ka 501 1500 hp         | V-12 MTCA 1247 hp                 | V-96 1250 hp                               | ZG 10 1200 hp                         | Ka 501 1400 hp   |
| Velocità su strada         | 68 km/h                           | 59 km/h                           | 71 km/h                           | 72 km/h                       | 65 km/h                           | 65 km/h                                    | 70 km/h                               | 72 km/h          |
| Velocità fuori strada      | 48.3 km/h                         | 40 km/h                           | 55 km/h                           | -                             | 45 km/h                           | 45 km/h                                    | -                                     | -                |
| Autonomia                  | 426 km                            | 450 km                            | 550 km                            | 500 km                        | 550 km                            | 500 km 700 km                              | 350 km                                | 450 km           |
| Corazza                    | Composita                         | Composita                         | Composita                         | Composita Spaziata Perforata  | Composita                         | Composita                                  | Composita                             | Composita        |
| Sistemi difensivi          | Granate fumogene Corazza reattiva | Granate fumogene Corazza reattiva | Granate fumogene Corazza reattiva | Granate fumogene              | Granate fumogene Corazza reattiva | Granate fumogene Corazza reattiva Shtora-1 | Granate fumogene                      | Granate fumogene |